# Heilig-Geist-Kirche (Potsdam)

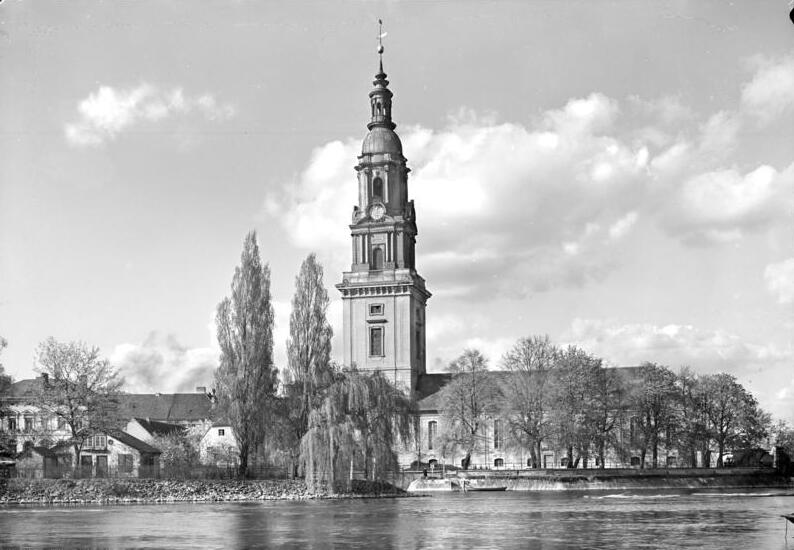
Ansicht der Heilig-Geist-Kirche von der Havel, vor 1945

Die Heilig-Geist-Kirche (auch Heiliggeistkirche oder Heiligengeistkirche) war ein Baudenkmal in der Burgstraße in Potsdam. Errichtet in den Jahren 1726–1728 von Pierre de Gayette und Johann Friedrich Grael im Stil des Barock, bildete der 86 Meter hohe Bau zusammen mit der Nikolaikirche und der Garnisonkirche den berühmten Potsdamer „Dreikirchenblick“.
Im Zweiten Weltkrieg ausgebrannt, wurden auf Beschluss der SED-Führung 1961 das Kirchenschiff abgerissen und 1974 der Kirchturm gesprengt. An ihrer Stelle steht seit 1997 das Altenheim Residenz Heilig Geist Park, dessen Wohnturm an den ehemaligen Kirchturm erinnern soll.

## Bau

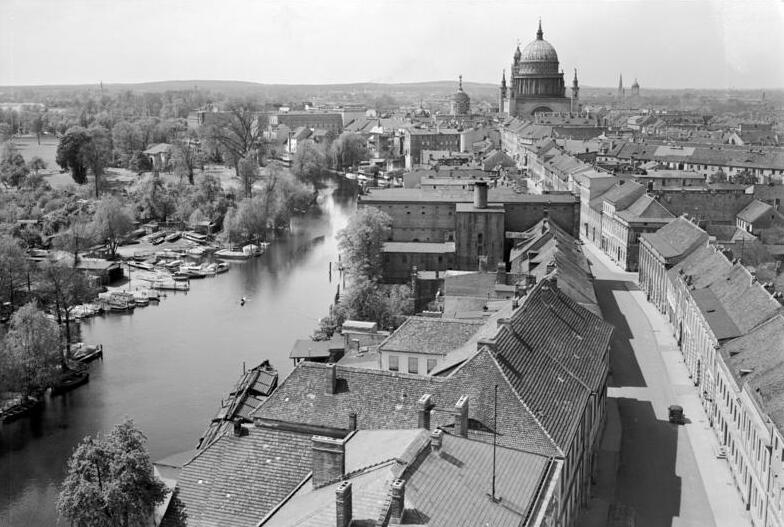
Blick von der Heilig-Geist-Kirche zur Nikolaikirche, vor 1945

Das Kirchenschiff der Heilig-Geist-Kirche wurde 1726 nach Plänen von Pierre de Gayette auf dem ehemaligen Standort der slawischen Burg Poztupimi errichtet, der die Burgstraße ihren Namen verdankt. Dafür musste der  Burggraben zugeschüttet werden. Der Standort der Kirche soll auf den Wunsch des preußischen Königs Friedrich Wilhelm I. zurückgehen. Der rechteckige Quersaalbau war schlicht verputzt und ausschließlich durch Lisenen gegliedert. An den der Havel zugewandten Seiten waren Halteringe zum Festmachen von Schiffen eingelassen. Der Innenraum besaß zwei umlaufende Emporen und war relativ schlicht gehalten. Am östlichen Ende des Kirchenschiffs befand sich der Kanzelaltar, am westlichen Ende die Orgelempore mit der 1730 von Joachim Wagner erbauten Orgel. Diese besaß zwei Manuale, Pedal und 18 Register, von denen vier als Transmissionsregister angelegt waren und sowohl im ersten als auch im zweiten Manual gespielt werden konnten. Die Kirche wurde 1726–1728 um einen 86 Meter hohen, quadratischen Turm ergänzt. Er entstand nach Plänen von Johann Friedrich Grael. Die untere Hälfte des Turmes war gemauert, der obere Teil war eine mit Kupfer beschlagene Holzkonstruktion. Im Turm gab es von Anfang an zwei Schlagglocken für die Turmuhr, wovon eine 1541 gegossen wurde und die andere eine Schalenform besaß. 1729 wurden zusätzlich drei Läuteglocken im Turm aufgehängt, 1737 kam eine vierte hinzu. Der Turm entwickelte sich zu einer der Dominanten im Potsdamer Stadtbild und bildete zusammen mit den Türmen der Nikolaikirche und der Garnisonkirche den „Potsdamer Drei-Kirchen-Blick“. Dabei standen alle drei Kirchen auf einer Achse.

## Geschichte

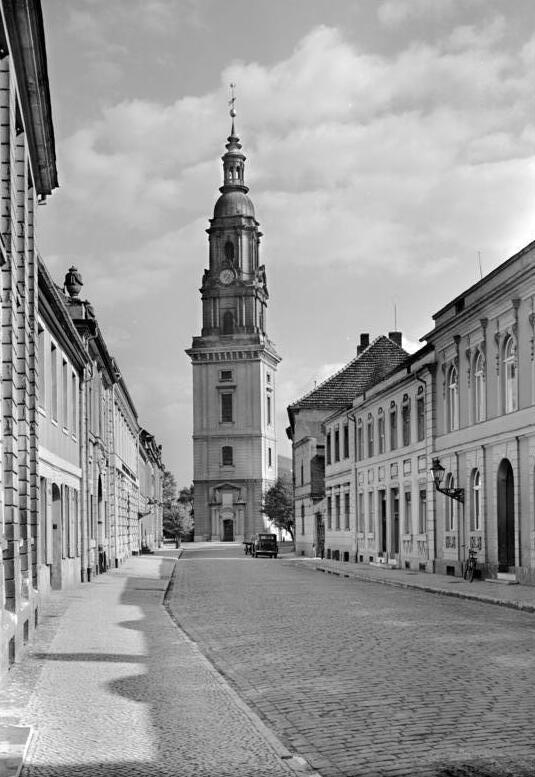
Ansicht der Heilig-Geist-Kirche von der Burgstraße, vor 1945

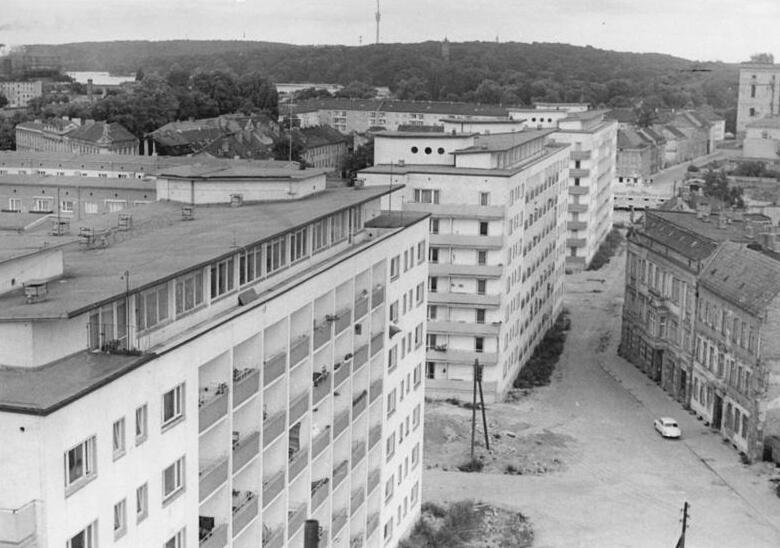
Ansicht der Turmruine (oben rechts), 1964

Die Heilig-Geist-Kirche wurde auf Anordnung von König Friedrich Wilhelm I. als Simultankirche geschaffen, mit einem reformierten und einem lutherischen Prediger, die zu verschiedenen Zeiten Gottesdienste abhielten. So wurde die Kirche am 10. November 1726 vormittags durch den reformierten Hofprediger Christian Ludwig Lipten eingeweiht, und am Nachmittag wurde ein lutherischer Einweihungsgottesdienst von Prediger Heinrich Schubert gehalten.
Der Dachboden der Kirche wurde in der Folgezeit als Kleiderkammer (Montierungskammer) des Regiments der Gardes du Corps genutzt, was häufig für Unruhe in der Kirche sorgte. Auch musste das anfänglich mit Kupfer und Blei gedeckte Kirchendach durch verzinktes Eisenblech ersetzt werden, da Teile des Daches von Soldaten entwendet wurden.
Im Mai 1747 weilte Johann Sebastian Bach in Potsdam und gab unter anderem am 8. Mai ein viel besuchtes Orgelkonzert in der Heilig-Geist-Kirche. Während der Besatzungszeit unter Napoleon I. musste Potsdam einen Teil der französischen Kavallerie versorgen, dabei wurde die Heilig-Geist-Kirche wie fast alle anderen Kirchen – Ausnahme war lediglich die Garnisonkirche, die letzte Ruhestätte von Friedrich Wilhelm I. und Friedrich II. – als Pferdemagazin genutzt.
1860 wurde die Wagner-Orgel durch eine neue Orgel von Carl Ludwig Gesell und Carl Schultze ersetzt, die über zwei Manuale und 23 Register verfügte.
20. Jahrhundert
1911 wurden im Umfeld der Kirche die Reste der Burganlage Poztupimi, der ursprünglichen slawischen Ansiedlung, wiederentdeckt.
Die Orgel von Carl Ludwig Gesell wurde nach mehreren Veränderungen im späten 19. Jahrhundert im Jahr 1913 durch ein neues Instrument von Alexander Schuke mit zwei Manualen, 35 Registern ersetzt.
Während des Ersten Weltkrieges wurden 1917 die Prospektpfeifen der Orgel und drei der Läuteglocken als sogenannte Metallspende zu Kriegszwecken beschlagnahmt, erst am 25. April 1926 erhielt die Kirche drei neue Bronzeglocken. Am Folgetag kam es zum Brand auf dem Turm, den die Feuerwehr aber rechtzeitig löschen konnte. Im Sommer 1926 begann schließlich eine umfassende Sanierung der Heilig-Geist-Kirche, welche bis in das Jahr 1930 hinein andauerte. Während der Sanierung wurde 1927 die verbliebene Läuteglocke aus der Erbauungszeit der Kirche vom Turm genommen und in einem Glockenstuhl auf dem Brauhausberg aufgehängt. 1942 wurden mitten im Zweiten Weltkrieg diese Glocke und das Geläut aus dem Jahr 1926 für Kriegszwecke requiriert, womit lediglich die Glocken der Turmuhr in der Kirche verblieben.
Bis in die letzten Tage des Zweiten Weltkrieges war Potsdam von direkten Bombenangriffen verschont geblieben. Beim einzigen Luftangriff auf Potsdam zerstörten am Abend des 14. April 1945 Bomben der Royal Air Force große Teile der Innenstadt, wobei das Kirchenschiff der Heilig-Geist-Kirche ausbrannte. Am 26. April setzte die Rote Armee den Turm durch Artilleriebeschuss in Brand und der hölzerne Turmhelm stürzte ab. Laut einer anderen Quelle geriet die Kirche erst mit dem Beschuss der Roten Armee in Brand.
Zunächst plante der Gemeindekirchenrat nach dem Vorbild der Garnisonkirche die Einrichtung einer Kapelle im Turm, dann war im Jahr 1955 der Wiederaufbau der Kirche geplant. Ein in der Zeitschrift Deutsche Architektur veröffentlichter Wiederaufbauplan des Viertels und eine Wettbewerbsausschreibung für die Stadt ging 1957 von ihrer Wiederherstellung aus. Dazu kam es nicht, vielmehr wurde das Kirchenschiff 1960 abgebrochen, doch sah der nach der Sprengung der Garnisonkirche 1969 aufgestellte Stadtbebauungsplan die Erhaltung des Turms vor.
Nach dem VIII. Parteitag der SED betrieb die Bezirks- und Stadtleitung der Partei, ohne Medien einzuschalten, in der Verwirklichung ihres „Wohnungsbauprogramms“ den Abriss des Turms zugunsten der Errichtung eines Wohnblocks.
Am 15. Oktober 1973 wurde zwischen der Stadtverwaltung Potsdam und der Kirchengemeinde ein Vertrag geschlossen: Die Gemeinde verkaufte das Grundstück und schenkte der Stadt die Ruine, die Stadt ihrerseits kam für die Kosten für Abriss und Trümmerentsorgung auf. Diese betrugen schätzungsweise 360.000 DDR-Mark.
Am 20. April 1974 sprengte dieselbe Firma, die 1968 die Garnisonkirche gesprengt hatte, den Turmstumpf. Erforderlich waren dafür 486 Kilogramm Gelatine-Donarit, verteilt auf 230 Bohrlöcher.
Das städtische Vorhaben, auf dem Gelände einen 17-geschossigen Wohnplattenbau zu errichten, scheiterte jedoch: Am 28. November 1973 schrieb der Direktor des Museums für Ur- und Frühgeschichte Potsdam, Bernhard Gramsch, gegen die geplante Sprengung gebe es keine Einwände. Falls mit dem Abriss aber auch Neubaupläne verbunden seien, „machen wir schon jetzt darauf aufmerksam, dass das Gelände im Umkreis von 50 Metern unter Bodendenkmalschutz steht“. Im Untergrund lägen die Überreste einer frühmittelalterlichen slawischen Burganlage – der „Keimzelle Potsdams“. Tiefbauarbeiten seien nur nach Ausgrabung möglich und zudem „äußerst kostspielig“, so Gramsch: „Man kann sagen, dass es sich um die teuerste Grabung handeln würde, die je auf dem Territorium der DDR durchgeführt wurde. Auch würde die Grabung minimal fünf Jahre in Anspruch nehmen.“ Damit hatten sich die Baupläne erledigt, das Gelände blieb eine Brachfläche.
Einzig erhalten blieb die über dem Eingang vom Stifter Friedrich Wilhelm I. angebrachte Widmungstafel, die von Mitarbeitern des Potsdam-Museums gerettet werden konnte. Die Gemeinde ging 1981 in der Nikolaikirche auf.

## Jüngere Vergangenheit

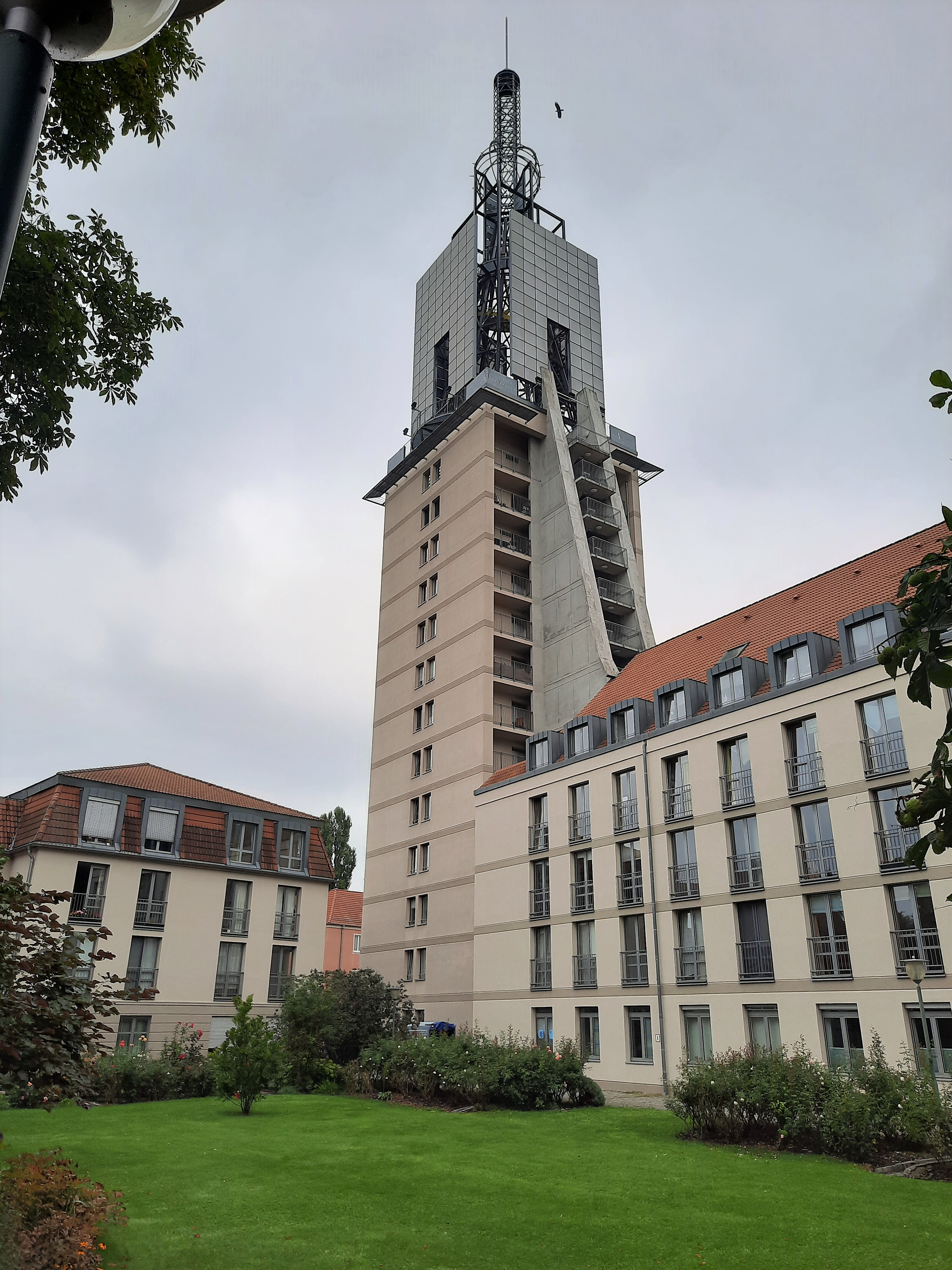
Die Seniorenresidenz zeichnet die Silhouette der gesprengten Heilig-Geist-Kirche nach

Seit 1997 befindet sich am einstigen Standort der Heilig-Geist-Kirche das Altenheim Residenz Heilig Geist Park mit zwei Wohnhäusern. Nach einem Architektenwettbewerb wurde der Siegerentwurf des italienischen Architekten Augusto Romano Burelli (Venedig) umgesetzt. Das fünfgeschossige Hauptgebäude erreicht ungefähr die Höhe des abgerissenen Kirchenschiffs, während die Stahlkonstruktion auf dem anschließenden Wohnturm an den gesprengten Kirchturm erinnern soll.